# Eucera eucnemidea
Eucera eucnemidea är en biart som beskrevs av Dours 1873. Eucera eucnemidea ingår i släktet långhornsbin, och familjen långtungebin. Inga underarter finns listade i Catalogue of Life.